# えひめ未来農業協同組合
えひめ未来農業協同組合（えひめみらいのうぎょうきょうどうくみあい、英称：JA Ehime Mirai ）は、愛媛県新居浜市に本所を置く農業協同組合である。略称はJAえひめ未来。

## 沿革
- 2020年11月1日 - 西条市農業協同組合と新居浜市農業協同組合が合併し、えひめ未来農業協同組合が発足[2]。手続き上は旧西条市農業協同組合が新居浜市農業協同組合を吸収合併したうえでえひめ未来農業協同組合に改称、本店所在地は旧新居浜市農業協同組合の本所とした。
- 2022年7月 - 神戸支所、橘支所、氷見支所、禎瑞支所を統合し、西条川西支所を開設。
- 2023年10月 - 飯岡支所と大町支所を統合し、西条川東支所（旧大町支所）を開設。

## 拠点
- 本所 - 愛媛県新居浜市田所町3-63
- 支所 - 高津・川東・上部東・上部西・金子・玉津・中央・西条川西・西条川東

## 区域
- 新居浜市（旧宇摩郡別子山村は、うま農業協同組合の管轄）
- 西条市（旧東予市・旧周桑郡丹原町・同旧小松町は、周桑農業協同組合の管轄）